# Ribera de Navarre
La Ribera Navarra est une comarque de la Communauté forale de Navarre (Espagne) située au sud de celle-ci, à l'orographie plane. La Ribera se divise en deux: Ribera Alta (Ribera Haute) et la Ribera Baja (Ribera basse). Elle doit son nom au fait d'être sur les rives de l'Èbre. Elle est entourée des localités de trois mérindades, entièrement par celle de Tudela et partiellement par celles d'Olite et d'Estella.
Une des zones qui appelle l'attention est celle des Bardenas Reales, un paysage semi-désert d'argile, que l'on compare aux déserts nord-américains.

## Villes
Ablitas, Arguedas, Azagra, Barillas, Buñuel, Cabanillas, Cadreita, Caparroso, Carcastillo, Cascante, Castejón, Cintruénigo, Corella, Cortes de Navarra, Falces, Fitero, Fontellas, Funes, Fustiñana, Marcilla, Mélida, Milagro, Monteagudo, Murchante, Murillo el Fruto, Peralta, Ribaforada, San Adrián, Santacara, Tudela, Tulebras, Valtierra, Villafranca et les conseils de Figarol, Murillo el Cuende, Rada et Traibuenas.
On estime actuellement que la population de la Ribera de Navarre avoisine les 122 125 habitants, ce qui représente 19,73 % de la population de la Communauté Forale de Navarre.

## Économie
L'agriculture: vigne, huile d'olive, artichauts, asperges, salades, cœurs de laitue, tomates, pimientos del piquillo, etc.
Le vin de la Ribera appartient à l'appellation d'origine de Navarre, si bien que certaines municipalités de la comarque peuvent s'approprier l'appellation d'Origine Qualifiée Rioja.
En cuanto a la industria, en manos tanto de pequeñas, medianas y grandes empresas, se centra en las fábricas de conservas, bodegas y aceite.

## Idiome
Selon la loi Forale du "vascuence" ce territoire appartient à la Loi Forale Vascuence de la zone non-bascophone, pratique le castillan comme unique langue officielle. La langue propre de la Ribera de Navarre est actuellement et historiquement romane, la totalité de la population autochtone étant hispanisante.  Nonobstant, il existe des groupes minoritaires qui défendent l'introduction de l'euskera, langue officielle dans une partie du territoire navarrais, au sein du système éducatif. Actuellement existent des centres concertés subventionnés par le gouvernement foral qui offrent un enseignement en langue basque. 
Dans cette région l'euskera (le parler basque) s'est perdue en tant que langue majoritaire durant l'époque romane, si bien qu'existent d'autres hypothèses qui la font perdurer jusqu'au XIVe siècle,.  Los godos  remplacèrent les romans jusqu'à l'arrivée des musulmans. La population conserva le latin comme idiome, qui plus tard dérive au navarro-aragonais, aujourd'hui disparue.
Du roman navarro-aragonés dérivent la majeure partie de la toponymie ribera. Il existe sans aucun doute quelques traces bascophones dans la toponymie et dans le parler de la zone, dus tant au substrat basque qui pouvait survivre à l'époque romaine comme aux relations commerciales et à la transhumance venue du nord de la Navarre (adstrato), et au substrat qui survécut dans le navarro-aragonais de manière plus large qu'en castillan ou en gascon transpyrénéen.
Aujourd'hui des efforts pour réintroduire le basque dans la zone sont menés à travers les ikastolak, (on en trouve deux actuellement dans la Ribera, dans les villes de Fontellas et Lodosa), l'étude du basque remonte fin des années 1970, mais il existe aussi divers mouvements associatifs en faveur de l'euskera, comme Tuterako Euskaltzaleak à Tudela.

## Histoire
- Âge de la pierre
- Âge du bronze Celtibères
- Âge du fer Celtibères
- Invasion romaine avec l'aide des vascons
- Peuple godo
- Musulmans
- Reconquista chrétienne
- Cohabitation de Chrétiens musulmans et juifs
- Expulsion des Musulmans et juifs
- Conquête de la Navarre en 1512 par les troupes hispano-aragonais

### Sources
- (es) Cet article est partiellement ou en totalité issu de l’article de Wikipédia en espagnol intitulé « Ribera Navarra » (voir la liste des auteurs).